# Arthel
Arthel é uma comuna francesa na região administrativa de Borgonha-Franco-Condado, no departamento Nièvre. Estende-se por uma área de 7,46 km². Em 2010 a comuna tinha 97 habitantes (densidade: 13 hab./km²).